# Casa Mill
La Casa Mill és una obra de Vall de Cardós (Pallars Sobirà) inclosa a l'Inventari del Patrimoni Arquitectònic de Catalunya.

## Descripció
Casa de planta rectangular amb façana a ponent en la part mestre perpendicular al cavall que suporta el llosat de llicorella a dues aigües. De planta baixa i tres pisos. La planta baixa, amb poques obertures, és destinada al bestiar, excepte un petit espai rectangular obert al carrer amb volta de canó que era capella dedicada a la Mare de Déu del Roser, avui en desús.
En el primer i segon pis s'obren respectivament tres balcons. En el pis superior, de mansarda, s'obre un balcó protegit per l'ample ràfec de la coberta sostingut per tornapuntes.
La façana és de pedra vista excepte els voltants dels balcons emblanquinats. El pis superior és construït amb un entramat de cabirons vistos, pedra i morter.